# Enicospilus monostigma
Enicospilus monostigma är en stekelart som först beskrevs av Vollenhoven 1879.  Enicospilus monostigma ingår i släktet Enicospilus och familjen brokparasitsteklar. Inga underarter finns listade i Catalogue of Life.